# Betaeus gelasinifer
Betaeus gelasinifer is een garnalensoort uit de familie van de Alpheidae. De wetenschappelijke naam van de soort is voor het eerst geldig gepubliceerd in 2000 door Nomura & Komai.